# Roccabernarda
Roccabernarda (IPA: [rɔkkaberˈnarda], La Rocca in dialetto locale) è un comune italiano di 3 070 abitanti della provincia di Crotone in Calabria.
Attraversato dal fiume Tacina, il paese si è sviluppato dal centro storico, in collina, espandendosi poi nella pianura circostante.

## Origini del nome
Una delle tante ipotesi sull'origine del nome Roccabernarda potrebbe riguardare la figura del cavaliere Bernardo del Carpio, eroe leggendario vissuto in Spagna nel IX secolo; secondo la leggenda, dopo aver conquistato il paese, avrebbe fatto in seguito costruire delle mura di cinta e poi fatto fortificare.
Un tempo il paese era chiamato "Rocca i Tacina".

## Monumenti e luoghi d'interesse

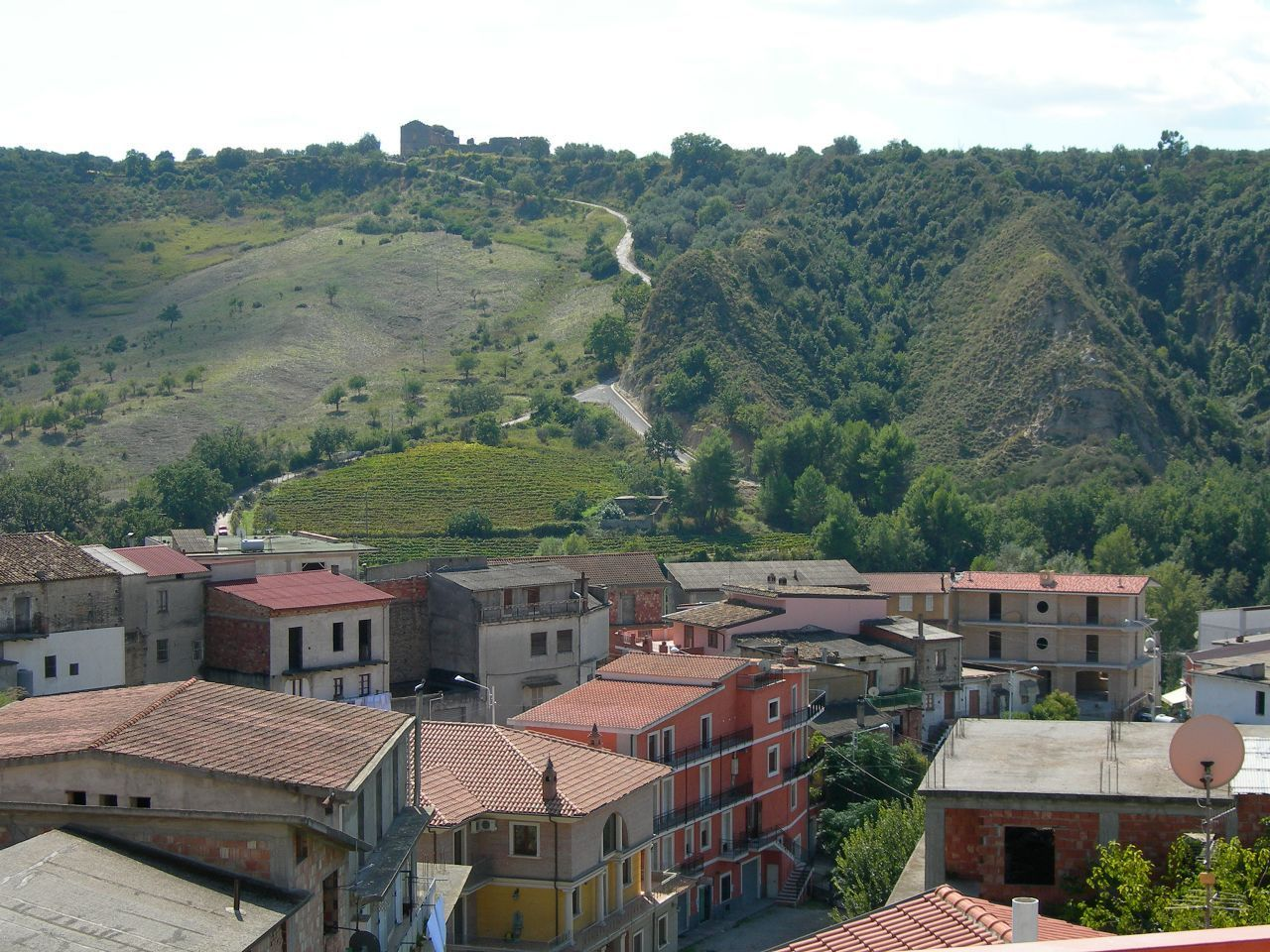
Uno scorcio del paese.

Storicamente ricco, anche se presenta documentazione archeologica completamente inesplorata, il centro mostra i ruderi di un castello poco studiato dal punto di vista archeologico di cui, pare, rimangono però i sotterranei e poco lontano dal paese i ruderi del convento medioevale di San Francesco da Paola, fondato da Giovanni Cadurio dopo il ritorno dalla Corte del Re di Francia, Luigi XI, dove aveva accompagnato San Francesco da Paola.
I ritrovamenti archeologici sono stati sporadici e casuali. Una lastra fittile, decorata a bassorilievo con una testa di un giovane, erroneamente interpretato come Dioniso, è esposta nel Museo Archeologico Nazionale di Crotone. Di grande importanza il grande complesso di età romana ed alto medioevale di Serrarossa, lungo la valle del Tacina. Nelle adiacenze sorgono pochi ruderi attribuiti al monastero di San Pietro in Niffi. Alcune grotte artificiali, dette "di Vitale", poste lungo il fiume Tacina, sono ipotizzate essere il romitorio dove San Vitale di Castronovo (X secolo) trascorse due anni di ritorno da un pellegrinaggio a Roma.

## Società

### Evoluzione demografica
Abitanti censiti

### Feste
Il patrono del paese, cui il convento è intitolato, viene festeggiato in più giorni (in origine tre, poi quattro, poi sette) a ridosso dell'ultima domenica di maggio. Viene svolta una fiaccolata dal convento fino alla chiesa del paese con canti popolari recitati dai fedeli, si fa festa e, tramite le offerte è tradizione ingaggiare, per il giorno finale della festa, un cantante di fama nazionale.
Il centro è anche sede della Fiera di Mulerà, che si svolge nella parte periferica del paese individuata dal toponimo "E Fere", testimone di una lunga tradizione di questa manifestazione. La fiera, tradizione tramandatasi fin oggi ma attualmente limitata alla durata di mezza giornata del giorno 1º settembre, un tempo era addirittura la fiera più grande del Regno delle due Sicilie, attirava gente da ogni dove e durava più giorni. Gli anziani portano ancora il ricordo del periodo di preparazione a questo evento, periodo durante il quale il paese era frequentato da molte comunità di "zingari" che vendevano manufatti porta a porta. La fiera, in tempi passati, rivestiva una grande importanza commerciale (riguardo al bestiame soprattutto) e di apertura esterna del territorio.

## Infrastrutture e trasporti

### Strade
Il comune è interessato dalle seguenti direttrici stradali:
- bis
- della Piccola Sila

## Amministrazione

Immagine di Roccabernarda in una foto degli anni settanta.

Qui di seguito la cronotassi completa dei sindaci di Roccabernarda dal 1861 ad oggi.

### Regno d'Italia (1861 - 1946)
| Periodo | Periodo | Primo cittadino   | Partito | Carica  | Note |
| ------- | ------- | ----------------- | ------- | ------- | ---- |
| 1866    | 1867    | Giuseppe Pugliese |         | Sindaco |      |
| 1867    | 1868    | Luigi Sagace      |         | Sindaco |      |
| 1868    | 1876    | Antonio Fonte     |         | Sindaco |      |
| 1876    | 1879    | Gaetano Rosa      |         | Sindaco |      |
| 1879    | 1880    | non rilevato      |         | Sindaco |      |
| 1880    | 1882    | Pasquale Rosa     |         | Sindaco |      |
| 1882    | 1888    | Tommaso Pugliese  |         | Sindaco |      |
| 1888    | 1890    | Leonardo Riccio   |         | Sindaco |      |
| 1890    | 1910    | Cesare Oliveti    |         | Sindaco |      |
| 1910    | 1914    | Raffaele Gallelli |         | Sindaco |      |
| 1914    | 1937    | non rilevato      |         | Sindaco |      |
| 1937    | 1944    | Gaetano Garrupa   | PNF     | Podestà |      |
| 1944    |         | Nicola Rosa       |         | Sindaco |      |
| 1945    |         | Domenico De Rito  |         | Sindaco |      |

### Repubblica Italiana (dal 1946)
| Periodo | Periodo | Primo cittadino                   | Partito | Carica                  | Note |
| ------- | ------- | --------------------------------- | ------- | ----------------------- | ---- |
| 1947    | 1948    | Cesare Oliveti                    |         | Sindaco                 |      |
| 1948    | 1950    | Santo Fardella                    |         | Sindaco                 |      |
| 1950    |         | Francesco De Rito                 |         | Commissario prefettizio |      |
| 1950    | 1952    | non rilevato                      |         | Sindaco                 |      |
| 1952    | 1956    | Francesco De Rito                 |         | Sindaco                 |      |
| 1956    | 1958    | Gaetano Schipani                  |         | Sindaco                 |      |
| 1958    | 1959    | non rilevato                      |         | Sindaco                 |      |
| 1959    | 1960    | Francesco Verzina                 |         | Sindaco                 |      |
| 1960    | 1961    | non rilevato                      |         | Sindaco                 |      |
| 1961    | 1962    | Francesco De Renzo                |         | Sindaco                 |      |
| 1962    | 1972    | Armando Scalise                   |         | Sindaco                 |      |
| 1972    | 1973    | non rilevato                      |         | Sindaco                 |      |
| 1973    | 1977    | Francesco Cicero                  |         | Sindaco                 |      |
| 1977    | 1978    | non rilevato                      |         | Sindaco                 |      |
| 1978    | 1980    | Francesco Giuseppe Iaquinta       |         | Sindaco                 |      |
| 1980    | 1981    | Giovanni Rosa                     |         | Sindaco                 |      |
| 1981    | 1986    | non rilevato                      |         | Sindaco                 |      |
| 1986    | 1989    | Salvatore Bonofiglio              |         | Sindaco                 |      |
| 1989    | 1991    | Leonardo Bilotta                  |         | Sindaco                 |      |
| 1991    | 1996    | Armando Scalise Francesco De Rito |         | Sindaci                 |      |

#### Sindaci eletti direttamente dai cittadini (dal 1996)
| Periodo         | Periodo         | Primo cittadino             | Partito                                             | Carica                    | Note |
| --------------- | --------------- | --------------------------- | --------------------------------------------------- | ------------------------- | ---- |
| 9 giugno 1996   | 12 gennaio 1998 | Raffaele Pugliese           | lista civica Uniti per Rocca                        | sindaco                   |      |
| 12 gennaio 1998 | 24 maggio 1998  | Enrico Gullotti             | -                                                   | commissario straordinario |      |
| 24 maggio 1998  | 27 maggio 2002  | Francesco Giuseppe Iaquinta | lista civica di centro-sinistra Rinascita e Libertà | sindaco                   |      |
| 27 maggio 2002  | 28 maggio 2007  | Francesco Coco              | lista civica di centro-destra Nuova Roccabernarda   | sindaco                   |      |
| 28 maggio 2007  | 7 maggio 2012   | Vincenzo Pugliese           | lista civica La Svolta                              | sindaco                   |      |
| 7 maggio 2012   | 11 giugno 2017  | Vincenzo Pugliese           | lista civica di centro-destra Mettici il Cuore      | sindaco                   |      |
| 11 giugno 2017  | 12 giugno 2022  | Nicola Bilotta              | lista civica di centro-sinistra RoccaNova           | sindaco                   |      |
| 12 giugno 2022  | in carica       | Luigi Foresta               | lista civica di centro-sinistra RoccaNova           | sindaco                   |      |

## Sport

### Calcio
La principale squadra di calcio della città è l'U.S.C. Roccabernarda 1982 A.S.D. che milita nel girone A calabrese di Promozione. I colori sociali sono: il bianco ed il celeste. È nata nel 1982.
Le altre squadre di calcio della città sono: l'A.S.D. Rocca 2004 Calcio che milita nel girone A di Promozione e l'A.S.D. Sporting Rocca che milita nel girone crotonese di 3ª Categoria.
L'A.S.D. Rocca 2004 Calcio è nata nel 2004.
Sono inoltre presenti ulteriori squadre nei vari settori giovanili: "primi calci", esordienti, giovanissimi, allievi e juniores.